# Gerabach
Gerabach ist ein Gemeindeteil der Gemeinde Bayerbach bei Ergoldsbach im niederbayerischen Landkreis Landshut.

## Geografische Lage
Das Kirchdorf  Gerabach liegt nordöstlich des Kernortes Bayerbach an der Staatsstraße 2328. Der den Ort durchfließende gleichnamige Bach ist ein rechter Zufluss des Bayerbacher Baches.

## Geschichte
Erstmals urkundlich erwähnt wurde Gerabach in einem Traditionsbuch des Bistums Freising, welches die Jahre 1230 bis 1232 umfasst. Auch das Reichsstift Niedermünster hatte Güter in und um Gerabach, wie aus Salbüchern des Klosters aus dem 13. Jahrhundert und später des Jahres 1444 hervorgeht. Das Stift Niedermünster besaß offenbar größere zusammenhängende Flächen, denn neben Gerabach werden in den Büchern auch noch die nahegelegenen Weiler Dürnaich, Mausloch und Feistenaich als zum Besitz gehörend erwähnt. Die kirchlichen Besitzungen des Mittelalters waren eigene Rechtsgebiete, die später meist zu Hofmarken wurden. Auch Gerabach wurde Hofmark.
Ab 1500 erscheinen weltliche Inhaber der Hofmark zu Gerabach. Im 17. Jahrhundert ging die Hofmark an Besitzer über, die zugleich Inhaber von Köllnbach und Unholzing waren. Wohl deshalb gehörte die Hofmark Gerabach im Bereich der Hochgerichtsbarkeit als Exklave zum Landgericht Rottenburg; sie war ringsum vom Gebiet des Landgerichts Kirchberg umgeben.
1752 war Gerabach eine offene Hofmark im Besitze eines Grafen von Arco. Die Hofmark umfasste elf Anwesen in Gerabach sowie je zwei Anwesen in Dürnaich und Mausloch.
Im ersten amtlichen Ortsverzeichnis des Königreichs Bayern von 1877 ist Gerabach als Gemeinde mit 207 Einwohnern aufgeführt. Von diesen lebten 103 im Dorf Gerabach. Zur Gemeinde gehörten damals noch das Kirchdorf Pram sowie die Weiler Dürnaich, Mausloch und Nißlpram und der Einödhof Lottokreut. Verwaltungstechnisch gehörte die Gemeinde zum Bezirksamt Mallersdorf.
Gerabach bestand als selbständige Gemeinde bis 1946. In diesem Jahr erfolgte die Eingemeindung nach Bayerbach.

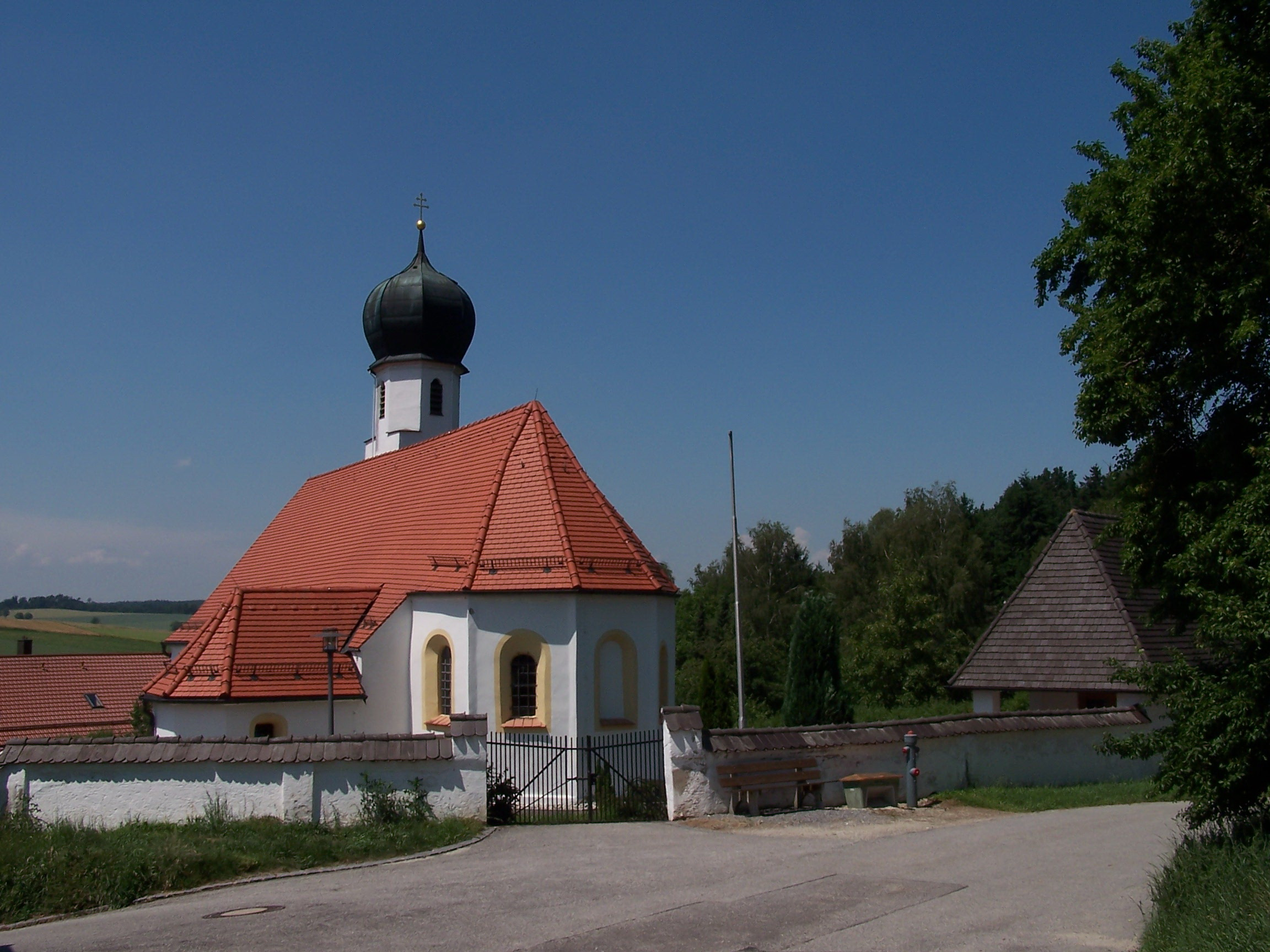
Die Filialkirche St. Wolfgang

## Baudenkmäler
Die dem heiligen Wolfgang geweihte Filialkirche ist eine Saalbau, deren Langhaus im Kern romanisch ist. Chor, Sakristei und Turmunterbau stammen aus der zweiten Hälfte des 15. Jahrhunderts. Im Dreißigjährigen Krieg wurde die Kirche zerstört und ab 1635 wiederaufgebaut. Die Ausstattung sowie die Kuppelhaube des Turmes sind barock.
An unter Denkmalschutz stehenden Profanbauten ist ein Blockbaustadel aus dem 18. Jahrhundert erhalten.